# Cerocoma barthelemyi
Cerocoma barthelemyi is een keversoort uit de familie van oliekevers (Meloidae). De wetenschappelijke naam van de soort is voor het eerst geldig gepubliceerd in 1878 door Baudi di Selve.